# 이인하
이인하(1990년 5월 15일 ~ )는 대한민국의 배우이다.

## 학력
- 2009년 ~ 2011년 명지전문대학 연극영화과

## 출연

### 방송

#### 드라마
- 2017년 KBS 2TV 《이름 없는 여자》 - 김열매 역
- 2021년 유튜브 《대표님은 못말려》

### 영화
- 2020년 《불량한 가족》 - 502호 여자 역
- 2020년 《어게인》 - 고미호 역
- 2022년 《감동주의보》 - 아기 엄마 역